# Ruch ludowy

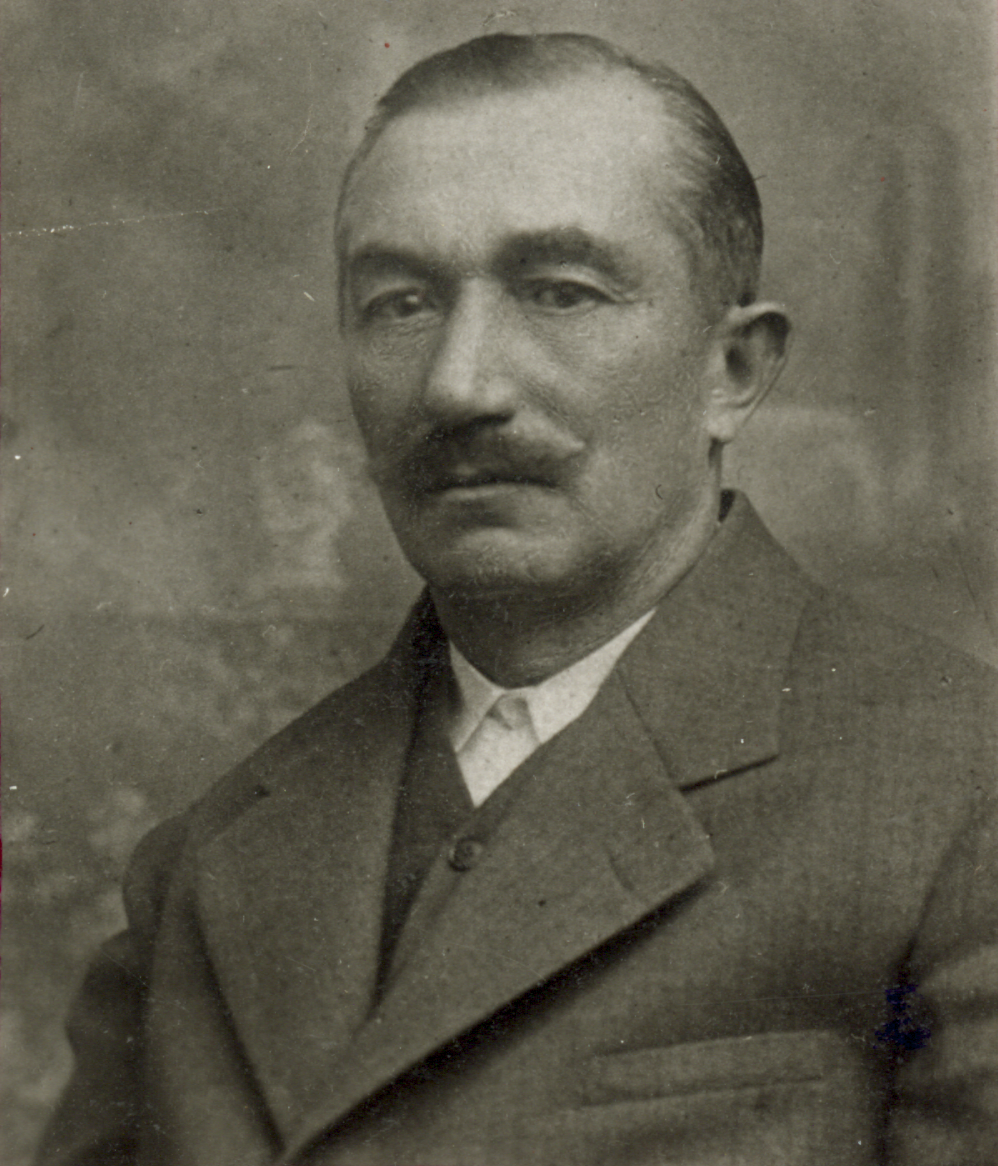
Wincenty Witos, najbardziej znany działacz ruchu ludowego

Ruch ludowy (także ruch chłopski, rzadziej ruch agrarny) – chłopski ruch polityczny, zapoczątkowany w krajach europejskich na przełomie XIX i XX wieku. Występował także w Stanach Zjednoczonych, Indiach oraz Korei. Współcześnie jest związany z polityką rolną. Polski ruch ludowy zaczął kształtować się u schyłku XIX wieku w celu zapewnienia chłopom równych praw politycznych i ekonomicznych oraz włączenia ich do walki o niepodległość Polski. Powszechnie uznaje się dzień 28 lipca 1895 za początek zorganizowanej działalności polskiego ruchu ludowego.

## Polska

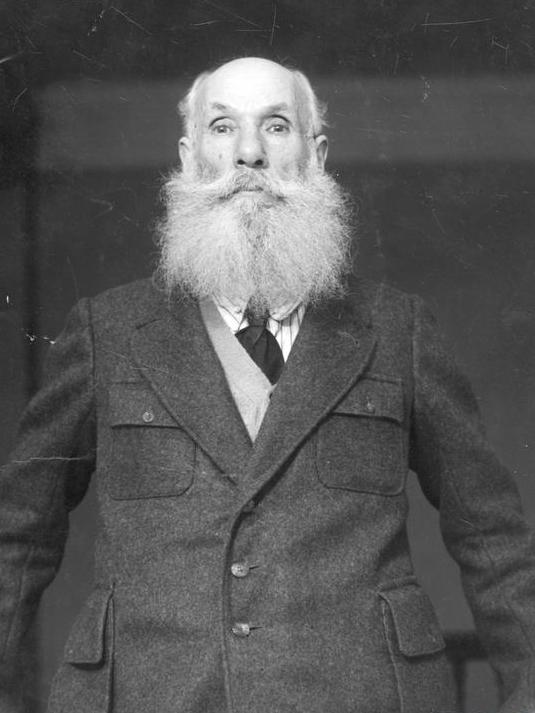
Tomasz Nocznicki, jeden z redaktorów pisma ludowców Zaranie

Jednym z pierwszych działaczy ludowych był ksiądz Piotr Ściegienny, który jako twórca chłopskiej organizacji konspiracyjnej Związek Chłopski walczył o sprawy chłopów już w połowie XIX wieku.
Ruch ludowy w Polsce dążył do społecznego, politycznego i narodowego wyzwolenia chłopów oraz zapewnienia im współuczestnictwa w sprawowaniu władzy. Celem ruchu ludowego była walka o prawa chłopów, likwidację pozostałości epoki feudalnej, reformę rolną i demokratyzację życia społecznego i politycznego. Wysuwano także postulaty narodowe. W 1889 powstały pierwsze chłopskie komitety wyborcze, dzięki czemu wybrano czterech posłów chłopskich. Dotychczas chłopi zmuszeni byli głosować na kandydatów, reprezentujących inne grupy społeczne i dbających o interesy tych grup, np. szlachty czy kleru. W 1891 Jan Potoczek pierwszy polski chłop został posłem austriackiej Rady Państwa.

### W okresie zaborów
Działalność ruchu w Galicji zapoczątkował ksiądz Stanisław Stojałowski. Tutaj w 1893 powstała pierwsza w Europie polityczna organizacja chłopska, o nazwie Związek Stronnictwa Chłopskiego. 28 lipca 1895 utworzono partię chłopską, Stronnictwo Ludowe, w której działalność prowadzili m.in.: Jakub Bojko, Karol Lewakowski, Henryk Rewakowicz, Jan Stapiński i Bolesław Wysłouch. W 1903 Stronnictwo Ludowe zmieniło nazwę na Polskie Stronnictwo Ludowe. Następnie różnice powstałe pomiędzy działaczami poszczególnych frakcji przyczyniły się do rozpadu w 1907 na dwa ugrupowania: PSL „Piast” i PSL Lewica.
W Królestwie Polskim rozwój ruchu ludowego rozpoczął w 1904 Polski Związek Ludowy i kolejne partie ludowe. Oprócz nich działał legalnie ruch chłopski o charakterze oświatowym i gospodarczym skupiony wokół wydawanego przez Maksymiliana Malinowskiego w latach 1907–1915 pisma „Zaranie”. „Zaraniarze” (wśród których byli: Irena Kosmowska, Tomasz Nocznicki i Stanisław Osiecki) prowadzili działalność w Kółkach Rolniczych. W 1915 działacze „Zarania”, Związku Chłopskiego oraz Związku Ludu Polskiego utworzyli partię PSL w Królestwie Polskim, która w 1918 przyjęła nazwę Polskie Stronnictwo Ludowe „Wyzwolenie”.
W zaborze pruskim ruch ludowy skupiał się głównie na przeciwdziałaniu germanizacji. W latach 1896–1904 na terenie zaboru działała Mazurska Partia Ludowa.
W okresie I wojny światowej działacze ruchu ludowego w Galicji i Królestwie Polskim opowiedzieli się za polityką prowadzoną przez Józefa Piłsudskiego, reprezentując stanowisko rozwiązania sprawy polskiej w oparciu o Austrię.

### W okresie II Rzeczypospolitej

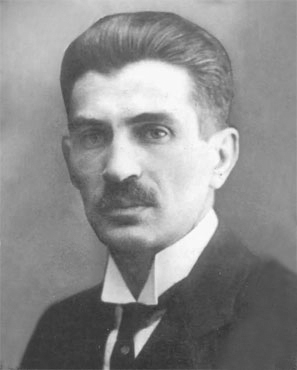
Maciej Rataj, marszałek Sejmu pełniący obowiązki prezydenta Rzeczypospolitej Polskiej po śmierci Gabriela Narutowicza

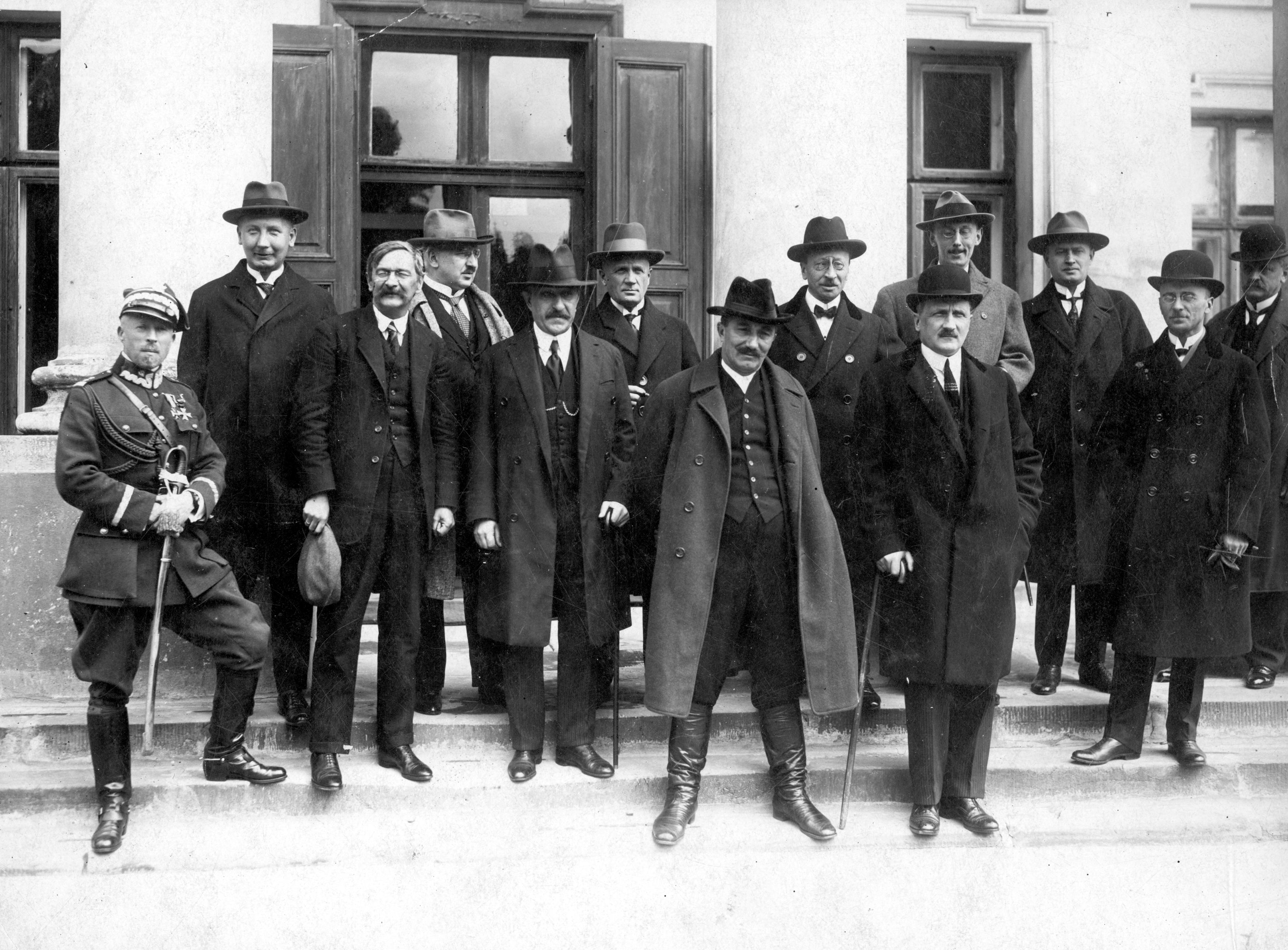
Wincenty Witos, działacz ruchu ludowego, jako premier rządu polskiego

Po odzyskaniu przez Polskę niepodległości dla chłopów i ruchu chłopskiego głównym zagadnieniem stały się sprawy agrarne. W niektórych rejonach kraju doszło nawet do rozruchów chłopskich, między innymi w okolicy Tarnobrzega.
Przed odzyskaniem przez Polskę niepodległości w 1918 działacze ruchu ludowego budowali świadomość narodową chłopów oraz inspirowali ich do walki o niepodległość. Po uzyskaniu niepodległości zachęcali chłopów do angażowania się w życie państwowe i korzystania z pełni praw obywatelskich. Zasięg ich oddziaływania był jednak znacznie szerszy i nie obejmował jedynie chłopów. Wśród przeciwników emancypacji politycznej chłopów znalazła się hierarchia Kościoła katolickiego. Duchowni aż do wybuchu II wojny światowej prowadzili z różnym natężeniem walkę z ludowcami, pismami ludowymi i ruchem młodzieży wiejskiej.
W sprawie reformy rolnej stanowiska partii ludowych nie były jednolite. Część partii chłopskich była za przeprowadzeniem reformy rolnej bez odszkodowania, pozostałe za odszkodowaniem. PSL Lewica i Chłopskie Stronnictwo Radykalne opowiadały się za wywłaszczeniem bez odszkodowań natomiast PSL „Piast” i PSL „Wyzwolenie” za wywłaszczeniem za odszkodowaniem. W 1919 Sejm Ustawodawczy pod presją wystąpień chłopskich podjął uchwałę o przymusowej parcelacji części wielkiej własności ziemskiej za odszkodowaniem, a w 1920 obliczu ofensywy bolszewickiej ustawę o wykonaniu reformy rolnej.
Do 1926, a więc do czasu zamachu majowego partie chłopskie odgrywały w Sejmie znaczną rolę, a ludowiec Wincenty Witos był nawet trzykrotnie premierem rządu. Po tym okresie radykalne partie chłopskie były delegalizowane, a działacze ruchu ludowego prześladowani. Zdelegalizowane zostały m.in.: Niezależna Partia Chłopska i Zjednoczenie Lewicy Chłopskiej „Samopomoc”. Aresztowani, a następnie oskarżeni w procesie brzeskim zostali czołowi działacze ludowi, m.in.: Wincenty Witos, Władysław Kiernik, Kazimierz Bagiński, Józef Putek i Adolf Sawicki.

### W okresie II wojny światowej

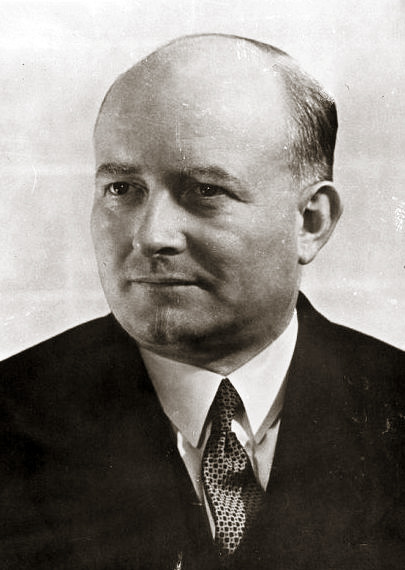
Stanisław Mikołajczyk, premier rządu Rzeczypospolitej Polskiej na uchodźstwie

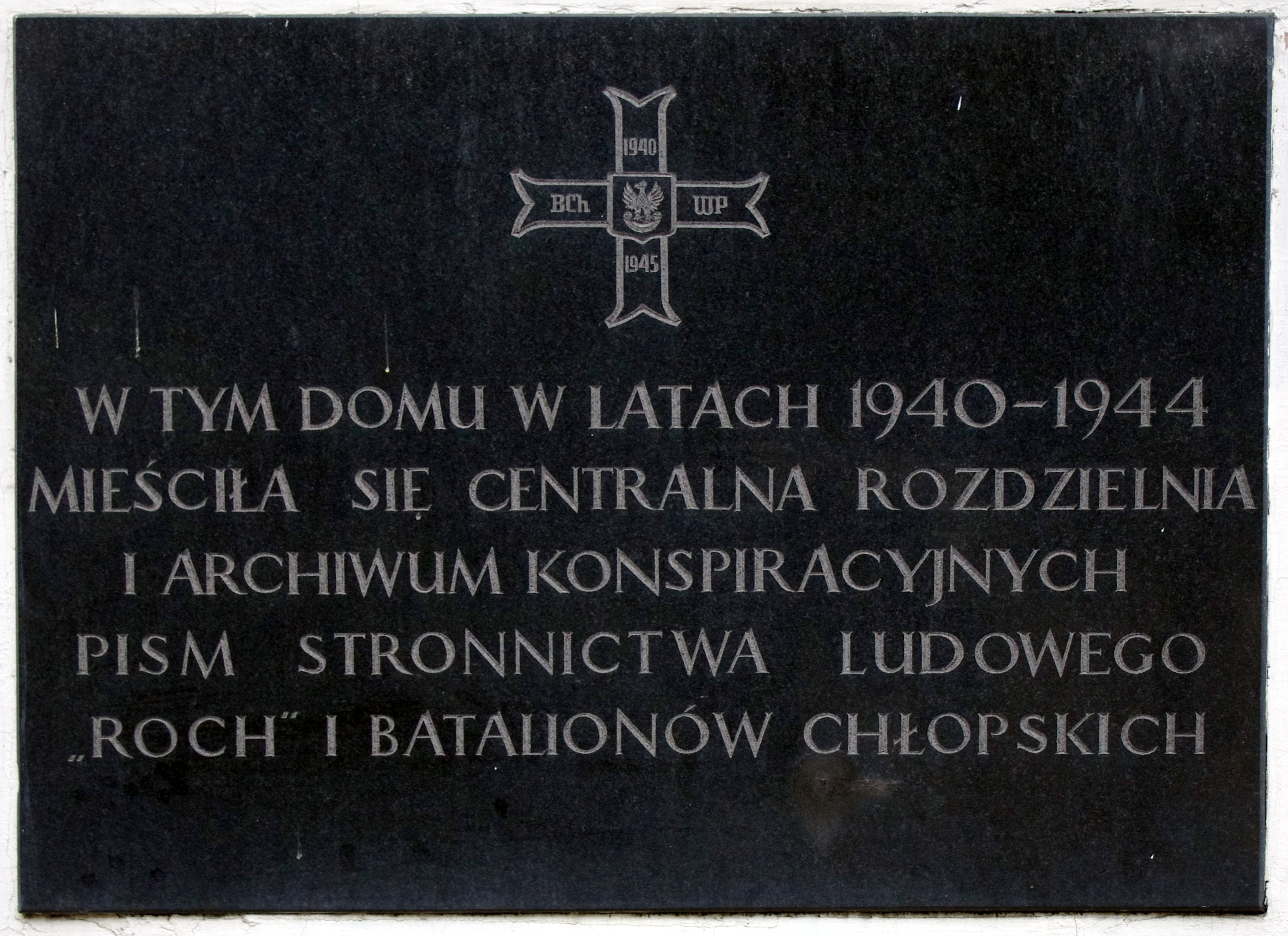
Tablica upamiętniająca Centrale Rozdzielczą i Archiwum Konspiracyjne pism Stronnictwa Ludowego „Roch” i Batalionów Chłopskich na ul. ks. Kłopotowskiego 14 w Warszawie

Po wybuchu wojny ruch ludowy przeszedł do konspiracji i działał już od początku okupacji niemieckiej pod kryptonimem „Roch”, a kierowany był przez Centralne Kierownictwo Ruchu Ludowego. W 1940 kierownictwo podjęło decyzję o organizacji oddziałów bojowych. Oddziały bojowe ruchu ludowego początkowo zwane Chłopską Strażą ostatecznie przyjęły nazwę Bataliony Chłopskie. W szczytowym okresie rozwoju Bataliony Chłopskie liczyły około 160 tys. ludzi, stając się po Armii Krajowej drugą co do liczebności formacją zbrojną ruchu oporu w Polsce.
Głównym celem działania żołnierzy BCh była obrona ludności polskiej wsi przed terrorem okupacyjnym oraz eksploatacją gospodarczą. Przeciwdziałając rabunkowej gospodarce wroga, organizowano akcje dywersyjne polegające na: paleniu tartaków i składów drewna, unieruchamianiu gorzelni i mleczarń, niszczeniu magazynów, niszczeniu akt kontyngentowych i kartotek w Arbeitsamtach i gminach, rozpraszaniu spędów bydła, odbijaniu więźniów politycznych i chłopów wziętych na roboty do Niemiec, dokonywaniu wypadów na majątki pod zarządem niemieckim, karaniu urzędników zbyt gorliwie wypełniających obowiązki, likwidowaniu band rabunkowych i konfidentów.
W czasie II wojny światowej żołnierze Batalionów Chłopskich dokonali ponad 3 tys. różnego rodzaju akcji bojowych. W tym stoczyli około 900 bitew i potyczek, przeprowadzili ponad 200 akcji, atakując transporty wroga oraz około 800 akcji przeciw aparatowi administracyjno–politycznemu.
Do najważniejszych akcji przeprowadzonych przez żołnierzy Batalionów Chłopskich należą walki w obronie pacyfikowanej Zamojszczyzny w latach 1942–1943, zwłaszcza bitwa pod Wojdą i bitwa pod Zaborecznem, walki w obronie tzw. Republiki Pińczowskiej, zatopienie statku Tannenberg, wysadzenie pociągu amunicyjnego pod Gołębiem, rozbicie więzienia w Pińczowie, Krasnymstawie, Radomsku i Siedlcach oraz walki na przyczółku baranowsko-sandomierskim.

### W okresie Polski Ludowej
Po zakończeniu wojny wśród ludowców istniały rozbieżności. Do tradycji radykalnych reprezentowanych przez Niezależną Partię Chłopską, Zjednoczenie Lewicy Chłopskiej „Samopomoc” i Stronnictwo Ludowe „Wola Ludu” nawiązywało prokomunistyczne Stronnictwo Ludowe powstałe 18 września 1944 w Lublinie, natomiast SL „Roch” było związane z rządem emigracyjnym.
W 1945 struktury SL „Roch” zostały ujawnione i powstało Polskie Stronnictwo Ludowe, które za prezesury Wincentego Witosa i Stanisława Mikołajczyka miało charakter antykomunistyczny. Organem prasowym stronnictwa była „Gazeta Ludowa”, będąca w ówczesnej Polsce jedynym dziennikiem niezależnym od komunistów. Redaktor naczelny Gazety Ludowej – Zygmunt Augustyński – został aresztowany przez bezpiekę 16 października 1946, a następnie skazany w procesie pokazowym na 15 lat więzienia. Jednocześnie działało wspomniane prokomunistyczne Stronnictwo Ludowe, tzw. „lubelskie”. Po ucieczce Stanisława Mikołajczyka w 1947 i objęciu kierownictwa partii przez Józefa Niećkę, PSL odchodziło od charakteru antykomunistycznego i w 1949 połączyło się z SL, tworząc Zjednoczone Stronnictwo Ludowe (było ono przez cały okres istnienia koalicjantem PZPR). Czołowymi działaczami tej partii, oprócz Józefa Niećki, byli Władysław Kowalski, Stefan Ignar, Czesław Wycech, Stanisław Gucwa i Roman Malinowski. Działaczom ZSL przypadał zwyczajowo urząd marszałka Sejmu.
Przeprowadzona reforma rolna, określanie powojennej Polski, mianem Polski Ludowej, a władzy władzą ludową nie zasłoniło ludowcom zachodzących w kraju zmian, czemu dał wyraz 2 marca 1988 w Kielcach, gen. Franciszek Kamiński. Były komendant Główny Batalionów Chłopskich, mówił o prześladowaniach ludowców, kolektywizacji i niszczeniu polskiego rolnictwa. Krytyka nie ominęła też kierownictwa PZPR za łamanie praworządności i ograniczanie swobód obywatelskich.
W 1989 ZSL przekształcono w Polskie Stronnictwo Ludowe „Odrodzenie”. Wcześniej (w 1988) działacze antykomunistyczni powołali wilanowskie PSL.

### W okresie III Rzeczypospolitej

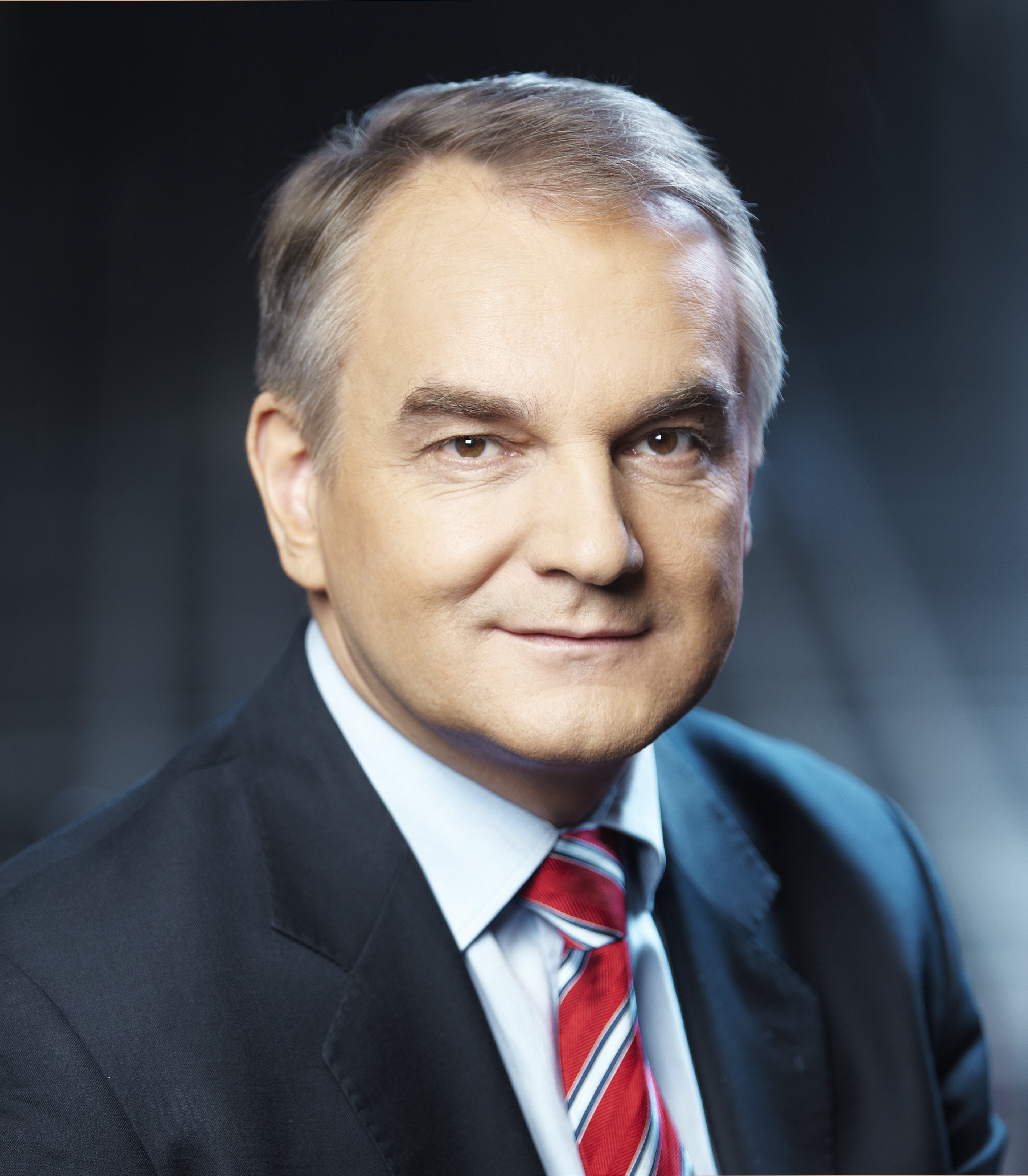
Waldemar Pawlak z PSL, premier RP w 1992 i w latach 1993–1995

W 1990, w wyniku połączenia PSL „Odrodzenie” z PSL wilanowskim, powstało jednolite Polskie Stronnictwo Ludowe. Powstawały także inne, o wiele mniej znaczące partie ruchu ludowego (m.in. PSL „Solidarność”/Stronnictwo Ludowo-Chrześcijańskie (które współtworzyło Stronnictwo Konserwatywno-Ludowe), Polskie Forum Ludowo-Chrześcijańskie „Ojcowizna”, PSL Mikołajczykowskie, PSL – Porozumienie Ludowe, Partia Ludowo-Demokratyczna, Stronnictwo Ludowe „Ojcowizna” czy PSL „Piast”/Stronnictwo „Piast”). Funkcję premiera z ramienia PSL pełnił dwukrotnie Waldemar Pawlak, marszałkiem Sejmu był Józef Zych, a marszałkiem Senatu Adam Struzik. Inni czołowi działacze ludowi III RP to Roman Bartoszcze, Roman Jagieliński, Leszek Murzyn, Artur Balazs, Józef Ślisz, Gabriel Janowski, Jarosław Kalinowski, Janusz Wojciechowski, Zdzisław Podkański, Marek Sawicki, Janusz Piechociński i Władysław Kosiniak-Kamysz.

## Stany Zjednoczone
W Stanach Zjednoczonych działał tzw. ruch farmerski (ang. farmer’s movement) w latach 1867–1896. Przyczynił się do rozbudowy wiejskiej infrastruktury i założenia w 1889 Departamentu Rolnictwa USA.
Historię ruchu farmerskiego w USA można podzielić na trzy fazy: okres Grange, okres Sojuszu i okres populizmu, każda nazwana od organizacji dominującej w danym okresie ten ruch.